# Дібровна вулиця (Київ)
Дібро́вна ву́лиця — вулиця в Голосіївському районі міста Києва, місцевість Віта-Литовська. Пролягає від Столичного шосе до Лісничої вулиці.
Прилучаються вулиці Підбірна, Замивна та Дібровний провулок.

## Історія
Вулиця виникла в 1-й половині XX століття під назвою Борова. Сучасна назва — з 1959 року. 